# 金子俊彦 (毎日放送)
金子 俊彦（かねこ としひこ、1929年（昭和4年） - ）は、日本のテレビプロデューサー・放送作家。

## プロフィール
1929年東京都生まれ。9歳のときに大阪府に転居。
1942年（昭和17年）に、大阪府立住吉中学卒業後、神戸経済大学（現・神戸大学）経営専門学部入学。
1949年（昭和24年）同大学を中退後、1955年に新日本放送（現・MBSメディアホールディングス）へ入社。
1965年に社名変更後の毎日放送テレビ制作部へ異動し、ディレクター・プロデューサーとして数々のクイズ番組を手掛けた。
その後毎日放送制作局テレビ制作部長を歴任し、1984年に同社を定年退職して以後、フリーの放送作家などに携わる。
1985年より泉放送制作の取締役大阪支社長も務めた後、株式会社イングスの社長も2001年まで務めた。（『放送の世界に生きて』の著者略歴より。）

## これまで手掛けた番組
毎日放送プロデューサーとして
- ダイビングクイズ
- アップダウンクイズ
- クイズMr.ロンリー など

毎日放送ディレクターとして
- 素人名人会 など

放送作家として
- クイズ!!ひらめきパスワード ほか

## 著書
- 『放送の世界に生きて』（風詠社、2010年7月1日）ISBN 978-4434146688

## 参考
- 『放送の世界に生きて』の著者略歴より。